# 剔成君
剔成君（てきせいくん、生没年不詳）は、戦国時代の宋の君主（在位紀元前356年頃 - 紀元前329年）。姓は子、氏は戴、名は喜。司城子罕とも書かれる。戴公の末裔。宗家の桓公を廃位して、自ら即位した。
紀元前329年、剔成君の弟の偃が起兵して剔成君を攻撃し、剔成君は敗れて斉に亡命した。偃が即位して、康王となった。